# Nový Rychnov
Nový Rychnov é uma comuna checa localizada na região de Vysočina, distrito de Pelhřimov.